# Кастельнуово-ді-Чева
Кастельнуово-ді-Чева (італ. Castelnuovo di Ceva, п'єм. Castelneuv ëd Seva) — муніципалітет в Італії, у регіоні П'ємонт,  провінція Кунео.
Кастельнуово-ді-Чева розташоване на відстані близько 450 км на північний захід від Рима, 90 км на південний схід від Турина, 50 км на схід від Кунео.
Населення — 115 осіб (2014).
Щорічний фестиваль відбувається 22 листопада. Покровитель — San Maurizio martire.

## Демографія
Населення за роками:

Станом на 1 січня 2023 року в муніципалітеті офіційно проживали 3 іноземці з 3 країн, серед них 1 громадянин країн Євросоюзу.

## Сусідні муніципалітети
- Монтецемоло
- Муріальдо
- Прієро
- Роккавіньяле